# Бунгей, Уилфред
Уилфред Кипкембой Бунгей (англ. Wilfred Kipkemboi Bungei, род. 24 июля 1980 года) — кенийский бегун на средние дистанции. Олимпийский чемпион 2008 года на дистанции 800 метров, чемпион мира в помещении 2006 года. Действующий рекордсмен мира в эстафете 4×800 метров.
23 августа 2008 года выиграл олимпийское золото на дистанции 800 метров с результатом 1:44.65, на 0,05 сек опередив Исмаила Ахмеда Исмаила из Судана.